# Podarcis erhardii
La lucertola di Erhard (Podarcis erhardii (Bedriaga, 1882)) è un rettile squamato della famiglia dei Lacertidi.

## Descrizione
La lucertola di Erhard è una specie di dimensioni medie, relativamente slanciata e solo leggermente appiattita, con corpo lungo al massimo 6-8 cm e coda lunga circa il doppio. Le parti posteriori sono di colore variabile: a seconda della sottospecie, brunastro, color rame o sabbia, e sulle isole dell'Egeo anche verdi o olivastre; negli animali continentali sono spesso presenti bande dorso-laterali chiare e scure, più larghe e pronunciate rispetto alla banda centrale, spesso assente (ma solitamente presente sugli animali insulari). I maschi presentano spesso un motivo reticolato sui fianchi e scudi marginali azzurri sul ventre. Mentre negli animali continentali il collare è generalmente non dentato e le squame non carenate, gli esemplari insulari hanno squame perlopiù lievemente carenate e un collare leggermente dentellato. Questi ultimi, inoltre, possono raggiungere dimensioni maggiori (corpo lungo fino a 8 cm) e sono di colore variabile, con il dorso solitamente privo di bande longitudinali e di colore marrone, grigio o verde, ma spesso anche provvisto di un motivo reticolato scuro, oppure privo di marcature. Il ventre è bianco o giallo, nei maschi arancione o rosso senza macchie, solo talvolta con lievi macchie scure sulla gola.

## Biologia
Lucertola diurna terricola che si arrampica poco, nella parte meridionale dell'areale di distribuzione è attiva per tutto l'anno, mentre in quella settentrionale compie un breve letargo invernale di 1-2 mesi. Gli accoppiamenti avvengono perlopiù tra marzo e aprile e la deposizione delle uova (solo 2-4, ma di grandi dimensioni) in estate, a partire da giugno/luglio, con la schiusa nel mese di settembre. L'alimentazione è costituita, come per altre lucertole muraiole, da piccoli insetti e artropodi come onischi, scorpioni e ragni, ma anche da chiocciole.

## Distribuzione e habitat
Questa specie è diffusa sulla penisola balcanica meridionale dal sud della Serbia, Albania e Macedonia fino alla Bulgaria sud-occidentale e meridionale nonché alla maggior parte della Grecia, con l'eccezione di gran parte del Peloponneso, ma comprese numerose isole dell'Egeo, dove in genere è l'unica lucertola presente. La lucertola di Erhard vive soprattutto in pianura e in collina, in Bulgaria fino a 1250 m al massimo, per esempio in habitat rocciosi con erba secca o con arbusti bassi e poco fitti (per esempio di lentisco), spesso anche su dune sabbiose povere di vegetazione o ai bordi di strade e sentieri.

## Tassonomia
Delle quasi 30 sottospecie individuate in questa specie, la stragrande maggioranza è probabilmente priva di validità. La forma nominale P. e. erhardii è stata identificata sulle isole di Serifos e Sifnos (Cicladi), mentre tre sottospecie sono attualmente collocate sul continente: P. e. livadiacus in Grecia centrale (Peloponneso orientale, fino a Evia), P. e. thessalicus in Tessaglia e P. e. riveti in tutta l'area restante. Le ultime due sottospecie citate sono morfologicamente indistinguibili, ma geneticamente così differenziate da tutte le altre forme che potrebbero anche rappresentare una specie continentale indipendente (P. riveti), estesa dalle montagne della Grecia centrale fino alla parte meridionale di Albania, Macedonia e Bulgaria:
- P. e. amorgensis (Werner, 1933);
- P. e. biinsulicola (Wettstein, 1937);
- P. e. buchholzi (Wettstein, 1956);
- P. e. erhardii (Bedriaga, 1882);
- P. e. kinarensis (Wettstein, 1937);
- P. e. levithensis (Wettstein, 1937);
- P. e. livadiaca (Werner, 1902);
- P. e. makariaisi (Wettstein, 1956);
- P. e. megalophthenae (Wettstein, 1937);
- P. e. mykonensis (Werner, 1933);
- P. e. naxensis (Werner, 1899);
- P. e. ophidusae (Wettstein, 1937);
- P. e. pachiae (Wettstein, 1937);
- P. e. phytiusae (Wettstein, 1937);
- P. e. riveti (Chabanaud, 1919);
- P. e. ruthveni (Werner, 1930);
- P. e. subobscura (Wettstein, 1937);
- P. e. syrinae (Wettstein, 1937);
- P. e. thermiensis (Werner, 1935);
- P. e. thessalica (Cyrén, 1938);
- P. e. zafranae (Wettstein, 1937).

## Conservazione
Nonostante l'incremento del turismo, che ha provocato una certa diminuzione della popolazione, la specie è molto diffusa ed il numero degli individui rimane abbondante, perciò la Lista rossa IUCN la considera una specie a basso rischio (Least Concern).
Alcuni paesi considerano la lucertola di Erhard una specie protetta, infatti è inserita anche nell'Allegato II della  Convenzione di Berna. Alcune popolazioni vivono all'interno di aree protette.